# (34279) Alicezhang
2000 QJ139 (asteroide 34279) é um asteroide da cintura principal. Possui uma excentricidade de 0.10140710 e uma inclinação de 3.39731º.
Este asteroide foi descoberto no dia 31 de agosto de 2000 por LINEAR em Socorro.